# Flugplatz Nannhausen

i7
i11
i13
Der Flugplatz Nannhausen (ICAO-Code: EDRN) ist ein Sonderlandeplatz im Rhein-Hunsrück-Kreis. Er liegt in Nannhausen circa 15 km östlich des Flughafens Frankfurt-Hahn. Der Platz ist für Segelflugzeuge, Motorsegler, Ultraleichtflugzeuge und Motorflugzeuge mit einem Höchstabfluggewicht von bis zu zwei Tonnen zugelassen.